# Kufstein und Umgebung
Die Stadt Kufstein sowie ihre umliegenden Gemeinden bilden den Planungsverband 27 Kufstein und Umgebung des Landes Tirol. Der Verband ist Teil der LEADER-Region Kufstein Umgebung - Untere Schranne - Kaiserwinkl.

## Geographie

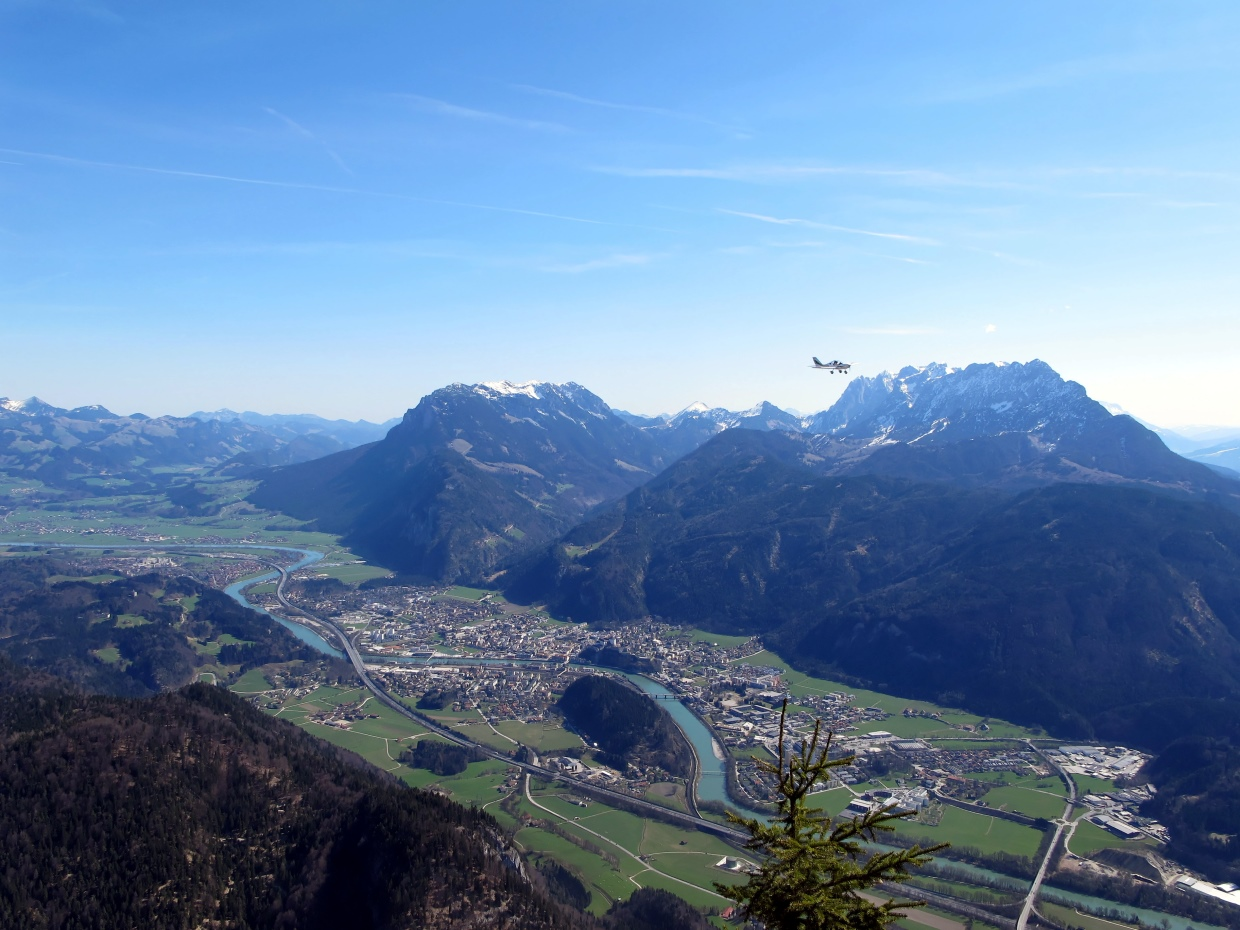
Kufstein Richtung Kaisergebirge

Der Planungsverband umfasst den untersten Abschnitt des Tiroler Inntales mit Kufstein und dem Gemeindegebiet Langkampfen, das Hochtal von Thiersee westlich, und einen Abschnitt des Mittelgebirges, die Terrasse von Schwoich, sowie die zu Kufstein gehörigen Teile des Wilden Kaisers.

## Gemeinden
- Kufstein
- Langkampfen
- Schwoich
- Thiersee

## Wirtschaft und Entwicklung
Der Raum ist stark auf den angrenzenden bayerischen Teil des Inntals ausgerichtet.
Kufstein, Bezirkshauptort und zweitgrößte Stadt Tirols, hat eine dominierende zentralörtliche Funktion für das Umland, insbesondere in Verwaltung, Schul- und Gesundheitswesen und in Handel und Versorgung. Der Talboden um Kufstein und Langkampfen ist stark industriell-gewerblich geprägt, mit Produktionsstandorten von Firmen wie Sandoz, Viking oder Pirlo. Umgekehrt bilden Badeseen wie der Thiersee oder das Kaisertal und das Naturschutzgebiet Kaisergebirge (das 12 % der Gesamtfläche des Planungsraumes einnimmt) einen bedeutenden Naherholungsraum nicht nur für die Stadt, sondern auch das nahe Bayern. Der Tourismus spielt aber nur in Thiersee und Kufstein eine Rolle. Bedeutung für die Region hat insbesondere die Brenner-Verkehrsachse mit Inntalautobahn (A 12) und Unterinntalbahn.
Die Raum gehört trotz der zentralen Lage an der Verkehrsachse nicht zu den primären Entwicklungsregionen Tirols, die Bevölkerung wuchs 1961 bis 2011 von 17.000 auf 26.000, das liegt genau im Mittel Gesamttirols (Index 153 für diese 50 Jahre), und sogar etwas unter dem des Bezirkes (168). Mit knapp 19.000 Einwohnern (2015) umfasst Kufstein 3⁄4 der Gesamtbevölkerung des Verbandes.